# تشارلز ميرشنت ستيفنسون
تشارلز ميرشنت ستيفنسون (بالإنجليزية: Charles Marchant Stevenson)‏ هو رسام أمريكي، ولد في 29 أغسطس 1927، وتوفي في 30 أغسطس 2004.